# 1069
1069 (MLXIX) fue un año común comenzado en jueves del calendario juliano.

## Acontecimientos
- Al-Mu'tamid accede al trono de Sevilla a la muerte de su padre.

## Nacimientos
- Enrique de Borgoña, conde de Portugal.

## Fallecimientos
- Ramiro I de Aragón, rey de Aragón.
- Al-Mutadid, rey taifa de Sevilla.